# Lágrimas amargas (1967)
Lágrimas amargas é uma telenovela mexicana, produzida pela Televisa e exibida em 1967 pelo Telesistema Mexicano.

## Elenco
- Amparo Rivelles
- Tito Junco
- César del Campo
- Carlos Bracho